# Livilla cataloniensis
Livilla cataloniensis är en insektsart som först beskrevs av Hodkinson och White 1979.  Livilla cataloniensis ingår i släktet Livilla och familjen rundbladloppor. Inga underarter finns listade i Catalogue of Life.